# Clive Owen
Clive Owen (Coventry, 3. listopada 1964.) britanski televizijski, kazališni i filmski glumac. Postao je međunarodno poznat filmom Bliski odnosi. Poslije toga slijedile su uloge u filmovima Sin City, Djeca čovječanstva i The International.

## Nepotpun popis uloga
- Gosford Park (2001.)
- Bliski odnosi (Closer - 2004.)
- Sin City (2005.)
- "Djeca čovječanstva" (Children of Men - 2006.)
- "'Samo pucaj!" (Shoot 'Em Up - 2007.)
- The International (2009.)
- The Boys Are Back (2009.)
- Intruders (2011.)